# Gray Rapids
Gray Rapids é um povoado localizado na província de New Brunswick, Canadá.